# Mia and Me
Mia and Me è una serie televisiva in tecnica mista principalmente italo-tedesca del 2011 ideata da Gerhard Hahn. Venduta in più di 50 paesi e in onda su 70 canali in tutto il mondo, unisce live-action e animazione in CGI per una durata di 23 minuti a episodio.

## Trama

### Prima stagione
Dopo la morte dei genitori per annegamento, la dodicenne Mia Marconi Genovese inizia il percorso della scuola secondaria all'International School of Florence a Villa Torri Gattaia, nella città di Firenze in Toscana, pagatole dalla zia paterna. Quest'ultima consegna alla nipote un doppio regalo per il compleanno da parte dei suoi genitori costruito da suo padre: si tratta di un vecchio libro sugli unicorni e elfi di Centopia e di un bracciale, che costituisce il portale d'accesso per il suo mondo parallelo; grazie a questi due oggetti, può teletrasportarsi nel mondo magico di Centopia con le sembianze di un elfo e parlare con gli unicorni. Tuttavia, il regno è in pericolo perché Panthea, la regina dei Munculus, vuole catturare gli unicorni per asportarne i corni e trasformarli in una sostanza che la faccia rimanere sempre giovane. Mia continua a viaggiare periodicamente tra il mondo reale, in cui è affiancata dagli amici Paula Balani e Vincent Frascati, e il mondo fantastico di Centopia, in cui con l'aiuto degli elfi Yuko e Mo si trova ad affrontare varie avventure sempre diverse, avventure correlate alla ricerca dei 20 pezzi del Trumptus,  una sorta di tromba magica che dovrebbe permettere agli elfi di sconfiggere l'esercito di Panthea.

### Seconda stagione
Un anno dopo la fine della prima stagione,
Mia va a trascorrere le vacanze estive a Nemi e Castel Gandolfo nel Lazio a trovare suo nonno paterno Renzo che vive nella sua fattoria. In seguito scopre che è in bancarotta con la banca, ma con l'aiuto del bracciante Mario, riesce a salvarla. Invece a Centopia, la protagonista e i suoi amici dovranno recuperare i 4 anelli che costituiscono la corona di Ono, marito di Lyria e padre di Onchao. Essa è la chiave per l'Isola Arcobaleno, nella quale si trova un importante ingrediente per l'antidoto alla pozione del fluido verde di Rixel. Saranno aiutati dagli elfi della foresta di Selvanera, Simo e sua madre Tessandra, e in parte da Varia (Violetta). Rixel, alleatosi con Gargona, vuole catturare Onchao e Ono per portarli al padrone di Dystopia: Lord Drakon.

### Terza stagione
Quasi 10 mesi dopo la fine della seconda stagione, Mia accompagnata dalla zia paterna Annie, trascorre le vacanze estive in montagna a Vigo di Fassa e Moena in Trentino-Alto Adige, in un centro equestre ma a causa di un errore di prenotazione è costretta a passare l'estate in una baita di una ragazza cieca di nome Sara Poletti insieme a sua madre Luciana, subito dopo le due ragazze diventano amiche. A Centopia si festeggia con entusiasmo: Onchao, l'unicorno alato ha ora una sorellina Kyara, anche lei nata alicorno, con il corno d'oro ed, insieme al fratello, è il bersaglio ideale per Gargona e i suoi nuovi alleati: Dax e gli uomini-insetto. Essi sono stati mandati a Centopia da Lord Drakon che per riacquisire i suoi poteri, vuole nuovamente catturare gli unicorni alati e i loro corni dorati. 
Inoltre il re e la regina, vengono addormentati a causa del veleno di un rovo: il rampicante oscuro di Dax che ha inizio nel castello oscuro. Esso ha il potere di crescere a dismisura. Bisognerà dunque, ricostruire i 18 pezzi del Cuore di Centopia per distruggere il rovo e per riuscire a svegliare i reali, e gli altri abitanti che nel frattempo si sono addormentati.

### Film: The Hero of Centopia (2022)
Quasi 2 anni dopo la terza stagione, Mia si reca con il nonno Renzo nella casa estiva di famiglia a Torri del Benaco, sul Lago di Garda nel Veneto. Per lei è un luogo pieno di ricordi della sua infanzia, tra cui la sua vecchia stanza, i suoi vecchi giocattoli e soprattutto un libro dei suoi genitori, morti annegati. Dopo aver dato una piccola sistemata alla casa insieme a suo nonno la pietra magica del bracciale inizia a brillare e trasporta Mia a Centopia. Qui, il malvagio rospo Toxor sta cercando di prendere il controllo dell'isola e di trasformare gli elfi in creature mostruose che esistono solo per obbedire a ogni suo comando. Per salvare Centopia, Mia, Phuddle, Onchao e il loro nuovo amico elfico Iko viaggiano in lungo e in largo, alla ricerca del grande alicorno delle tempeste di nome Stormy.
Mia scopre che è nata proprio a Centopia e che sua madre era una vera elfa, e che ha costruito il suo bracciale con la pietra azzurra di zaffiro insieme a quella di rubino e smeraldo sull'isola di Lotus. La donna aveva usato una delle pietre magiche per andare nel mondo reale, dove ha conosciuto suo marito condividendo il suo segreto di Centopia. Toxor vuole tutte le tre le pietre per gettarle nel lago della paura in modo da conquistare Centopia. Alla fine riusciranno a fermare Toxor, e farlo ritornare nella creatura pacifica che era un tempo. Ma per sconfiggerlo, la sua pietra magica era stata distrutta insieme alle altre due, quando Phuddle l'ha ripara, con la lacrima di Stormy informa Mia che ha abbastanza carica per un solo viaggio e che non potrà più ritornare a Centopia.
Quando torna nel mondo reale, scopre che nonno Renzo sa il suo segreto magico.
Quando Mia apprende che non potrà più andare a Centopia si toglie il bracciale, ma quando esce fuori con suo nonno, esso torna ad illuminarsi, segno che Mia in futuro potrà ritornare a Centopia.

### Quarta stagione
7 mesi dopo gli eventi del film, Mia, grazie alle conoscenze di suo nonno Renzo, trova un tirocinio proposto dalla scuola, a Ronse, nel Fiandre in Belgio come stagista veterinaria dalla dottoressa Carina Amato. Intanto a Centopia dei terremoti sconvolgono l’isola: i continenti si stanno riunendo dopo tanti anni e Dystopia, l’isola degli elfi neri, si sta avvicinando a Centopia con il suo capo Lord Drakon, che ha fatto prigionieri gli abitanti dell’isola di Zealand per farli schiavi e vuole conquistare Centopia spargendo la nebbia oscura su tutto il continente e catturare i corni dorati. Bisognerà trovare i 21 elementi di una pozione magica per versarla nel pozzo che genera la nebbia oscura che crea il male e la quale obbliga alla prigionia gli abitanti di Zealand per liberare Centopia per sempre.
In questa stagione Mia non rivela a nessuno del suo segreto di Centopia.

## Episodi
| Stagione         | Episodi | Prima TV originale | Prima TV Italia |
| ---------------- | ------- | ------------------ | --------------- |
| Prima stagione   | 26      | 2011-2012          | 2012            |
| Seconda stagione | 26      | 2015               | 2015            |
| Terza stagione   | 26      | 2017               | 2017            |
| Quarta stagione  | 26      | 2022-2023          | 2022-2023       |

## Film
Annunciato nel 2018, il 26 maggio 2022 è stato pubblicato in anteprima mondiale in Germania il film della serie intitolato Mia and Me: The Hero of Centopiaprodotto da Made 4 Entertainment, Hahn & m4e Productions, Studio B Animation, Studio 100 Animation e Flying Bark Productions. In Italia la data di uscita è attualmente sconosciuta.

## Personaggi

### Personaggi principali
Mia Marconi Genovese (S1-4, film)
È una ragazza di 12 anni (S1), 13-14 (S2), 14-15 (S3), 16 (film) 17 (S4), dopo la morte dei genitori per annegamento, vive e studia in un collegio scolastico di Firenze. Quando era piccola, suo padre le leggeva sempre un capitolo del libro di Centopia, una magica terra abitata da elfi, unicorni e pan. Grazie al bracciale di sua madre e al libro del regno che le fornisce gli oracoli per catapultarsi in quel mondo, può trasformarsi in un elfo ed è l'unica in grado di parlare agli unicorni, l’origine di questa sua abilità è sconosciuta ma la rende unica e speciale. Nel mondo reale fa fatica a farsi degli amici, ma poi stringe amicizia con Vincent e Paula. A Centopia diventa subito amica di Yuko e Mo. Nella prima stagione si prende una cotta per quest'ultimo, ma nella seconda si innamora di Mario, il bracciante di suo nonno paterno alla fattoria. È la migliore amica di Onchao ed è molto affezionata alla madre di quest'ultimo Lyria e a sua sorella Kyara. Gli unici a sapere del segreto di Mia e di Centopia sono: Vincent, Paula, Violetta, Mario, Sara e Renzo. Interpretata da Rosabell Laurenti Sellers (st. 1-2) e Margot Nuccetelli (st. 3-4). Doppiata da Rosabell Laurenti Sellers (originale; italiano, st. 1), Veronica Puccio (italiano, st. 2-3) e Lavinia Paladino (italiano, st. 4).
Yuko (S1-4, film)
È un'elfa combattente e acrobatica. È una delle migliori combattenti del regno ed è molto sicura di se. È un'amica d'infanzia di Mo, con il quale è sempre in competizione per stabilire chi sia il migliore battitore di luci d'acqua. È una grande amica di Mia alla quale vuole molto bene e ha una sorella maggiore. È innamorata di Mo e diventa gelosa quando lui dedica le sue attenzioni a delle altre elfe (infatti per questo all'inizio nonostante siano amiche non ha un buon rapporto con Mia). Nella seconda stagione, Yuko si prende una cotta per l'elfo Simo che vive nella foresta di Selvanera. Nonostante tutto, mostra i suoi sentimenti per Mo. Doppiata da Tajja Isen (originale), Fabiola Bittarello (italiano).
Mo (S1-4, film)
È il principe degli elfi, figlio di re Raynor e della regina Mayla. È un combattente coraggioso, un po' timido, gentile e orgoglioso. Ha paura dei ranocchi. Molte elfe a Centopia sono innamorate di lui e si vanta per questo. Mo è amico d'infanzia di Yuko. Nella prima stagione sembra provare qualcosa per quest'ultima, ma anche per Mia, quindi questo lo porta a ritrovarsi spesso in situazioni imbarazzanti. Nella seconda stagione, Mo è geloso delle attenzioni di Yuko verso Simo e capisce di esserne innamorato, cominciando a corteggiarla in modo chiaro. Doppiato da Andrew Craig (originale), Gianluca Crisafi (italiano).

### Personaggi nel mondo reale
Vincent Frascati (S1)
È il primo amico di Mia, della quale è innamorato ma non ricambiato, anche se alla fine si invaghisce di Paula. Viene considerato un nerd e sa leggere le rune. È il primo a scoprire il segreto di Mia. Nella prima stagione è gelosissimo di Mo, visto che l'amica ne parla sempre. Interpretato da Adrian Moore e doppiato da Leonardo Caneva.
Paula Balani (S1)
Compagna di stanza di Mia. All'inizio era amica di Violetta, ma poi lega proprio con Mia, diventando la sua migliore amica ed è innamorata di Vincent. Alla fine della 1ª stagione scopre il segreto dell'amica. Interpretata da Saphia Stoney e doppiata da Valentina Pallavicino.
Violetta Rossi Di Nola / Varia (S1-2)
Una studentessa del collegio, snob e schizzinosa proveniente da una ricca famiglia. Non sopporta Mia e spesso umilia quest'ultima con qualche scherzo. Vuole a tutti i costi prendere il suo Libro su Centopia per scoprire cosa tenta di nascondere. Nella seconda stagione dichiara a Mario che invidia moltissimo Mia. Grazie a un pezzo della pietra del bracciale di quest'ultima, presole dopo una caduta mentre cavalcava il suo cavallo Saphir, diventa anche lei un'elfa, dandosi il nome di Varia, suo alter ego su Centopia. Così viene teletrasportata nel regno con Mia sotto forma di elfa e finge di aver perso la memoria e di non ricordarsi chi sia. Mantiene il suo solito carattere: infatti gli elfi all'inizio non provano tanta simpatia per lei, ma poi diventano amici. Nel penultimo episodio aiuta Mia e i suoi amici a sconfiggere Rixel e a salvare Ono dalle sue grinfie. Nella vita reale, alla fine le due ragazze fanno pace, e Mia le fa tenere l'anello dell'amicizia diventando sua amica, inoltre restituisce il ciondolo e abbandona il torneo, andando a vivere con il padre. Interpretata da Josephine Benini e doppiata da Perla Liberatori.
Mario (S2)
È un ragazzo che nella seconda stagione lavora durante l'estate come bracciante nella fattoria di Renzo perché, finiti gli studi, vuole studiare agraria. Mario fa battere il cuore a Mia e a Violetta, ma è interessato solo alla prima delle due ragazze. Interpretato da Luca Murphy e doppiato da Matteo Lionfredi.
Renzo (S2, film)
È il nonno paterno di Mia, simpatico, allegro e tranquillo. Vive nella città di Nemi in una fattoria, dove la nipote si trasferisce per le vacanze estive ed è innamorato di Franca. Interpretato da Ray Lovelock.
Franca (S2)
È la nonna paterna di Mario. Sembra innamorata di Renzo. Lavora per la Contessa Di Nola. Interpretata da Gianna Paola Scaffidi.
Silvio Frascati (S2)
È un agente di polizia e vecchio amico di Renzo. Interpretato da Anthony Souther e doppiato da Daniele Valenti.
Contessa Di Nola (S2)
È la madre di Violetta. È sempre molto brusca con tutti, in particolare con la figlia, che la vuole punire per andare dal suo padre o fa perdere la competizione. Divorzia dal marito Vittorio, forse proprio a causa del suo carattere autoritario e niente affatto altruista. Interpretata da Sara Ricci.
Vittorio Rossi (S1-2)
È il padre di Violetta, alla quale vuole molto bene. Alla fine della seconda stagione, quest'ultima dà forfait alla gara di salto ad ostacoli e accetta di andare a vivere con lui, con grande disappunto della madre che si infuria. Interpretato da Fabio Corallini.
Sara Poletti (S3)
Ragazza divenuta cieca a causa di un incidente a cavallo che Mia conosce per caso e con la quale stringe un profondo legame di amicizia mentre si trova tra Vigo di Fassa e Moena in Trentino. Riuscirà ad andare a Centopia e lì potrà vedere, inoltre è l'unica a vedere gli insetti spia quando sono invisibili e sembra affezionarsi molto a Kyara. Interpretata da Lucia Luna Laurenti Sellers e doppiata da Emanuela Ionica.
Fabio (S3)
Amico di Sara e prova dei sentimenti verso di lei, all'inizio della stagione era equinofobico, alla fine riesce a superare la sua paura. Interpretato da Tommaso Maria Neri e doppiato da Marco Briglione.
Carina (S4)
È la proprietaria della clinica veterinaria dove lavora insieme a Mia come stagista.
Mattis (S4)
È un ragazzo che all'inizio era l'assistente di Carina, poi ha dovuto lasciare il lavoro per occuparsi di un cane randagio di nome Rabbit, che verso alla fine della stagione convincerà difficilmente il padre e tenerlo con sé grazie anche all'aiuto di Mia.
Pieter (S4)
È un architetto e il padre di Mattis.

### Unicorni
Lyria (S1-4)
Il primo unicorno incontrato da Mia, regina degli unicorni, madre di Onchao e Kyara e moglie di Ono. È bianca con la criniera rosa. È gentile, saggia e coraggiosa, infatti si era sacrificata per salvare il figlio: come quest'ultimo, anche lei è molto affezionata a Mia.
Onchao (S1-4, film)
È un alicorno, ovvero un unicorno con le ali. Grazie al suo corno d'oro può riportare in vita le piante e trovare i pezzi del Trumptus. È il fratello maggiore di Kyara nonché il figlio di Ono e Lyria ed è il miglior amico Mia alla quale è molto affezionato e i due hanno un rapporto di amicizia molto stretto. Infatti, lei è disposta a protegge Onchao al costo della sua stessa vita, poiché lo promise alla madre poco prima che fu catturata da Panthea nel sesto episodio della prima stagione. Nell'ultimo episodio della prima stagione riesce a far ricrescere il corno agli unicorni catturati dalla regina dei Munculus e ritrova sua madre. Nella seconda stagione si innamora di Flair, una bellissima unicorno che vive sull'Isola Arcobaleno. Nella terza stagione ha dei nuovi poteri come fare terremoti sbattendo gli zoccoli e generare vortici con le ali. È doppiato da Alessandro Lucchetti.
Ono (S2-4)
Re degli Unicorni e marito di Lyria, nonché padre di Onchao e Kyara. È un imponente unicorno dal manto di colore blu scuro e con la criniera azzurra. Prima di far perdere ogni sua traccia in una battaglia contro i Munculus di Panthea, divise la sua corona in quattro anelli, affidandone uno ciascuno all'Unicorno di Pietra, a quello delle Stelle e a quello di Cristallo e l'ultimo lo tenne lui affinché Panthea non potesse trovarli. Nella seconda stagione viene trovato intrappolato nel ghiaccio e viene salvato da: Onchao, Yuko, Mia e Mo. Doppiato in italiano da Ennio Coltorti.
Esko (S2-4)
È un unicorno dalla criniera e dal pelo azzurro che compare nella seconda stagione. È inizialmente geloso delle ali di Onchao e per questo lo esclude, ma alla fine diventa suo amico. È molto affezionato a Mia ed è ricambiato dalla giovane. È amico di Flair.
Kyara (S3-4, film)
È la figlia di Ono e Lyria e la sorella minore di Onchao. Come suo fratello, ha il corno d'oro e le ali e come lui sembra anche lei essere molto affezionata a Mia. Alla fine della terza stagione otterrà il potere del cuore di Centopia e inoltre sembra affezionarsi molto anche a Sara.
Flair e Garnivera (S2-4)
Sono gli unici due unicorni che vivono sull'Isola Arcobaleno. Unendo i loro corni possono formare un arcobaleno in grado di annientare i gonghi di fuoco di Rixel. Garnivera è la madre di Flair; quest'ultima è innamorata di Onchao. Come lui, anche lei è affezionata a Mia.

### Elfi
Raynor (S1-4, film)
Il re di Centopia e padre di Mo, è un capo saggio e da giovane era un guerriero coraggioso. È molto innamorato di sua moglie Mayla. Doppiato da Rod Wilson (originale), Sergio Lucchetti (italiano).
Mayla (S1-4, film)
La regina di Centopia e madre di Mo, è una donna molto bella, saggia e giusta. Vuole molto bene al figlio, le piacciono anche Mia e Yuko; sa sempre dare dei buoni consigli e ama molto suo marito Raynor. Doppiata da Linda Ballantyne (originale), Laura Amadei (italiano).
Simo (S2-4, film)
È un elfo solitario, abitante della Foresta di Selvanera e compare nella seconda e quarta stagione. È molto amico di Yuko, Mia e Mo e quest'ultimo è molto geloso di lui, in particolare a causa del suo rapporto con l'elfa Yuko. Nel corso della seconda stagione si innamora di Lasita e parte con lei sulla nave di Rixel insieme ai tre animali Flo, Miri e Scrobbit. Nella terza stagione ritornerà a Centopia insieme a Lasita per aiutare Mia, Yuko e Mo. Doppiato da Pierre Mourant (originale), Gianluca Cortesi (Italiano).
Tessandra (S2-4)
È la madre di Simo ed è da lei che Mia, Yuko e Onchao scoprono la soluzione sul fluido verde di Rixel. Doppiata da Kelly Topaz (originale), Antonella Baldini (Italiano).
Xolana, Shiva e Lasita (S2-4, film)
Sono un trio di elfe migliori amiche che abitano al Palazzo degli Elfi. Aiutano la squadra di Yuko, Mo e Mia, in diverse occasioni. Sono tutte e tre interessate a Mo e per questo cercano di fare colpo su di lui ogni volta che possono, facendosi detestare da Yuko. Xolana ha i capelli blu e gli occhi azzurri ed è la leader del trio; Shiva ha i capelli biondi e gli occhi verdi; Lasita ha i capelli blu e gli occhi arancione chiaro. Quest'ultima nutre una grande simpatia per gli animali e un sincero amore e rispetto per la natura, rispetto alle altre due lei pare sia l’unica ad aver instaurato un rapporto di grande amicizia con Mia. Lasita si innamorerà di Simo e alla fine della seconda stagione partirà con lui per riportare Flo, Scrobbit e Miri ai loro luoghi d'origine. Nella terza stagione Lasita ritorna e si ricongiunge con le amiche.
Kuki (S3-4, film)
È la sorella maggiore di Yuko e la capo villaggio di Val Fiorita. A differenza della sorella, Kuki è più attenta e autoritaria nelle situazioni di pericolo.
Lola (S3-4, film)
Elfa solitaria che vive nella palude con l'unicorno Mimola e altri animali della palude.
Riok (S4)
Elfo che proviene da una tribù dell'isola di Zealand, i cui abitanti sono stati rapiti dai Munculus. A differenza degli elfi di Centopia, la sua tribù è priva di ali.
Iko (film)
Elfo che accompagna Mia nella sua avventura durante gli eventi del film. È un elfo un po' impacciato, anche se all’inizio sembra avere un comportamento freddo in realtà si rivela essere un ragazzo autoritario e gentile con i suoi amici. È figlio di Nino, una delle guardie dell’imperatrice di Lotus Island. Ammira molto suo padre, lo considera un eroe e spera un giorno di diventare una guardia forte come lui. Durante l’avventura del film sviluppa un affetto profondo per Mia, innamorandosi di quest’ultima, ricambiato dalla giovane, alla fine del film si dichiara a Mia a cui lei risponde con un abbraccio poco prima di andare via.
Empress Shuuba (film)
Imperatrice e comandante di Lotus Island, si affeziona molto a Mia avendo precedentemente avuto legami con sua madre e con la sua famiglia e con Mia stessa quando era una neonata.
Nino (film)
Guardia reale dell'imperatrice di Lotus Island, è il padre di Iko.
"Hero of Centopia" (film)
Elfa che salvò Centopia da Toxor anni prima. Successivamente, Mia scopre che ella è sua madre che ha vissuto a Centopia con lei quando era una neonata. Temeva per la sicurezza della figlia, per questo dopo pochi mesi dalla sua nascita decise di crescerla nel mondo reale dove ha sempre vissuto il marito. Quando Mia era piccola i suoi genitori le raccontavano sempre storie sugli unicorni e le facevano leggere un libro di Centopia fatto da suo padre in modo che conoscesse un po' l'isola.

### Nemici
Lord Drakon (S2-4)
Drakon è un elfo nero che compare dalla seconda stagione. Ha mandato Panthea a catturare il re degli unicorni per poi abbandonando la missione di catturare gli altri unicorni in modo da ottenere il loro corno. In seguito assolda Rixel e Gargona; una volta venuto a sapere di Onchao, ordina di catturarlo. Nella terza stagione manda per aiutare Gargona a catturare i due unicorni Dax e gli uomini-insetto. Nella quarta stagione viene visto il suo aspetto completo, che alla fine verrà sconfitto, scomparendo in una nuvola di fumo. Doppiato da Martin Yap (originale), Daniele Valenti (italiano) e nella terza stagione da Dario Oppido.
Panthea (S1)
È la regina dei Munculus, indossa sempre una maschera per non mostrare la sua vecchiaia e possiede un gatto di nome Ziggo. Vuole il corno degli unicorni per restare sempre giovane, in particolare il corno d'oro di Onchao, ma viene uccisa insieme ai Munculus da Mia con il Trumptus. Doppiata da Elizabeth Hanna (originale), Stefania Romagnoli (italiano).
Gargona (S1-4)
È la generale di Panthea, cerca sempre il suo favore. Odia gli elfi e gli unicorni, per poter catturare gli unicorni usa dei serpenti e i draghi. Nella seconda stagione si allea con Rixel per catturare Onchao, in modo che, una volta portato a termine questo compito, possa far ritorno a Dystopia, suo luogo natale. Nella terza stagione si allea con Dax, l'uomo-insetto, per sconfiggere gli elfi e catturare gli unicorni alati e da corno dorato. Così come i Munculus, se entra in contatto con l'acqua o con un liquido in generale, si rimpicciolisce e la sua voce diventa stridula e acuta. Nell'ultimo episodio della quarta stagione passa dalla parte degli elfi e andrà a vivere sull'isola di Polyteus di cui ha una cotta. Doppiata da Norma Dell'Agnese (originale), Emanuela Amato (italiano).
Munculus (S1, 4)
Soldati di Gargona, aiutano Panthea. Quando vengono colpiti dalle luci d'acqua si rimpiccioliscono, mentre quando entrano nel raggio del Trumptus esplodono in tanti fiori colorati e l'effetto della loro sparizione è definitivo.
Rixel (S2, 4)
Compare nella seconda stagione. È un elfo un po' goffo che possiede un finto circo chiamato Circo Rixel sulla sua isola artificiale Funtopia. Per addestrare gli animali usa un misterioso fluido verde che gli permette di ipnotizzarli. Sotto i comandi del Padrone di Dystopia è stato spedito a Centopia per riuscire dove Panthea ha fallito, ovvero catturare l'unicorno Ono e poi, Onchao. Una volta rapiti, finalmente potrà far parte della Società degli Elfi Neri di Dystopia. Inoltre, si allea con Gargona, anche se di solito la prende in giro. Dice spesso la parola "extravaganza". Doppiato da David Pender-Crichton (originale), Roberto Pedicini (italiano, st. 2) e Teo Bellia (italiano, st. 4).
Dax (S3-4)
Compare della terza stagione. È un uomo-insetto che è stato mandato da Lord Drakon a Centopia per aiutare Gargona a catturare Onchao o Kyara. È aiutato dai suoi soldati, gli Uomini-Insetto, che lui chiama "fratelli". Doppiato da Dario Oppido (italiano).
Toxor (film)
Creatura anfibia simile a un rospo. Anticamente era buono ma fu consumato dall'odio verso gli elfi e le creature volanti perché non aveva le ali, successivamente viene imprigionato dall'eroina di Centopia. All'inizio del film riesce a liberarsi e trasforma gli elfi di Lotus Island nei suoi schiavi. Con l'aiuto di Mia ritorna buono.

Groudlings
Elfi trasformati in schiavi da Toxor.

### Altri personaggi
Phuddle (S1-4, film)
È un piccolo pan molto chiacchierone e al contrario dei suoi simili, non sa suonare e per questo motivo è stato bandito dal Villaggio dei Pan. Grazie al suo Trumptus, Mia, Yuko e Mo riescono a sconfiggere definitivamente Panthea e i Munculus, portando una nuova speranza a Centopia. È molto affezionato a Mo, Yuko e Mia, in particolare a quest'ultima. Doppiato da Jonathan Wilson (originale), Sergio Lucchetti (italiano).
Polytheus (S1-4, film)
È un mercante molto abile e astuto che non sta né dalla parte degli elfi né dalla parte di Panthea, in quanto gli interessa solo fare affari, non importa con chi. È un serpente naga, anche se non vuole ammetterlo è affezionato a Mia, Yuko e Mo, prova dei sentimenti per Gargona che alla fine della quarta stagione forse andrà a vivere con lui.
Blue (S1-4)
È un drago, amico di Mia, Yuko, Mo e Onchao. Nell'ultimo episodio della prima stagione distrugge il cancello che tiene rinchiusi gli unicorni, liberandoli e aiutando successivamente Mia contro Gargona. Il suo nome è dovuto al suo muso di colore blu. Nella seconda stagione appare solo nel quarto episodio, mentre nella terza è presente soltanto nel nono episodio.
Saphir (S2)
Ex cavallo di Violetta che Mia porta alla gara ad ostacoli. Si fida solo di quest'ultima e si affeziona moltissimo a lei.
Tarzan (S2)
È il cane di razza papillon di Renzo.
Gurga (S2, 4)
È la dinodrago sputafuoco di Rixel. Alla fine della seconda stagione gli elfi la prendono con loro a palazzo.
Gonghi di Fuoco (S2, 4)
Sono le creature di fuoco che vengono create da Gurga. In realtà si tratta di semplici soldati di Rixel.
Tukito (S2, film)
È la scimmia fucsia di Rixel, che gli obbedisce senza bisogno del fluido, perché ciò lo soddisfa di per sé. È molto affezionato anche a Varia.
Flo, Scrobbit e Miri (S2, 4 e film)
Sono gli animali del circo di Rixel, che vengono liberati e portati al palazzo nel secondo episodio.
Wolfie (S3)
È un cane randagio di razza mezzo lupo, trovato nei boschi che ora vive nella baita di Sara.
Rabbit (S4)
È un cane randagio, che inizialmente non si fida molto delle persone tranne che di Mattis e di Mia, ma alla fine della quarta stagione riesce ad andare d'accordo con loro e andrà a vivere con Mattis e suo padre.

## Edizione italiana
Il doppiaggio è realizzato dalla Sound Production della prime due stagioni e dalla Bridge Film nella terza stagione e dalla Rainfrog registrato presso la Beep! Studios nella quarta stagione. La direzione del doppiaggio è affidata a Emanuela Amato fino alla quarta stagione dov'è affidata a Lilliana Sorrentino, con Vanna Di Donna come assistente per la prima stagione, mentre per la seconda stagione l'assistente al doppiaggio è Raffaella Borgese, quello della terza stagione non è accreditato, mentre nella quarta stagione è Barbara Macali; il suono è curato da Davide Storani, mentre quello del live-action da Fabrizio Andreucci e Davide Gaudenzi. La supervisione video è affidata a Csobo Kadar, mentre la supervisione generale a Giuseppe Manfrè. La sigla italiana, adattata da Linus de Paoli, è cantata da Daniela Belleudi.

## Edizioni DVD in lingua italiana
| Stagione completa | Date di uscita (Italia) |
| ----------------- | ----------------------- |
| 1ª                | 17 settembre 2013       |
| 2ª                | 30 maggio 2015          |

## Produzione
Mia and Me è interamente di proprietà della società belga Studio 100 tramite la sua filiale tedesca Made 4 Entertainment (m4e) che ne è proprietaria dal 2016 ed è stata acquisita dalla società nel 2017. Prima dell'acquisizione tedesca del 2016, lo spettacolo era tedesco Coproduzione italo-canadese tra Rai Fiction, Hahn Film AG, March Entertainment e Rainbow S.p.A.

## Riconoscimenti
La serie ha vinto il Licensing Challenge Award 2010 al Mipcom di Cannes ed è stata candidata ai Pulcinella Awards di Cartoons on the Bay 2011 come miglior pilota. A maggio 2012 ha vinto il premio come miglior serie per bambini al diciannovesimo Stuttgart Festival of Animated Film.

## Distribuzioni internazionali
| Paese                | Canale/i                                          | Prima TV assoluta            |
| -------------------- | ------------------------------------------------- | ---------------------------- |
| Italia               | Rai 2, Rai Gulp, Rai Yoyo, Rai Play, Prime Video  | 10 settembre 2012            |
| Albania              | Cufo TV                                           | 2012                         |
| Benelux              | Nickelodeon                                       | 2012                         |
| Belgio               | Nickelodeon, RTBF (Ouftivi su La Trois), RTL Club | 2012                         |
| Bosnia ed Erzegovina | ULTRA                                             | 2012                         |
| Brasile              | TV Cultura, Gloob, Netflix                        | 14 aprile 2012, gennaio 2019 |
| Bulgaria             | Minimax                                           | 2012                         |
| Canada               | Family Channel, Yoopa                             | 4 settembre 2018 (Yoopa)     |
| Corea del Sud        | KBS Kids                                          | 24 settembre 2012            |
| Croazia              | ULTRA, Minimax, Nova TV                           | 2012                         |
| Danimarca            | DR                                                | 2012                         |
| Emirati Arabi Uniti  | E-Vision                                          | 2012                         |
| Finlandia            | MTV3                                              | settembre 2012               |
| Francia              | Télétoon+ (stagione 1), Boing, Gulli, TiJi        | 19 dicembre 2011             |
| Germania             | KiKA, ZDF, Nickelodeon                            | 6 agosto 2012                |
| Grecia               | Mega Channel                                      | 15 settembre 2013            |
| Giappone             | TV Tokyo                                          | 14 ottobre 2013              |
| Hong Kong            | TVB Jade                                          | 2012                         |
| India                | IndianTwo                                         | 2013                         |
| Indonesia            | MT Entertainment                                  | 2012                         |
| Kosovo               | Minimax                                           | 2012                         |
| Macedonia del Nord   | ULTRA, Minimax                                    | 2012                         |
| Malaysia             | RTS                                               | 2012                         |
| Messico              | Televisa                                          | 2012                         |
| Montenegro           | ULTRA, Minimax                                    | 2012                         |
| Norvegia             | TV2                                               | 2012                         |
| Paesi Bassi          | Nickelodeon                                       | 4 aprile 2012                |
| Polonia              | Teletoon+, TV Puls                                | 23 marzo 2012                |
| Portogallo           | Canal Panda, TVI                                  | 17 dicembre 2012             |
| Repubblica Ceca      | Minimax                                           | 2012                         |
| Romania              | Minimax                                           | 2012                         |
| Russia               | СТС                                               | 2015                         |
| Serbia               | ULTRA, Minimax                                    | 2 gennaio 2012               |
| Singapore            | OKTO                                              | 2012                         |
| Slovacchia           | Minimax                                           | 2012                         |
| Slovenia             | POP TV                                            | 2012                         |
| Spagna               | Clan                                              | 2012                         |
| Svezia               | Nickelodeon                                       | 2012                         |
| Svizzera             | RTS Deux                                          | 2012                         |
| Thailandia           | Tiga                                              | 2012                         |
| Turchia              | Smart Çocuk, Planet Çocuk                         | 2012                         |
| Ungheria             | Minimax                                           | 5 giugno 2012                |

## Libri basati sulla serie TV
Saggistica
- Mia and Me - Amici e segreti, Fabbri Editori, 20 novembre 2013, ISBN 978-88-451-9925-7.
- Mia and Me - Tutti i segreti di Mia, Fabbri Editori, 20 novembre 2013, ISBN 978-88-451-9924-0.

Romanzi
1. Benvenuti a Centopia, Fabbri Editori, 8 maggio 2013, ISBN 978-88-451-9437-5.
2. Il segreto di Lyria, Fabbri Editori, 8 maggio 2013, ISBN 978-88-451-9438-2.
3. I misteri della foresta, Fabbri Editori, 13 novembre 2013, ISBN 978-88-451-9922-6.
4. Come una vera elfa, Fabbri Editori, 13 novembre 2013, ISBN 978-88-451-9923-3.
5. Segreti e verità, Fabbri Editori, 7 maggio 2014, ISBN 978-88-915-0733-4.
6. La forza dell'amicizia, Fabbri Editori, 7 maggio 2014, ISBN 978-88-915-0734-1.
7. Lacrime di gioia, Fabbri Editori, 22 ottobre 2014, ISBN 978-88-451-9977-6.
8. La fine di un'era, Fabbri Editori, 22 ottobre 2014, ISBN 978-88-451-9978-3.